# Chulloca
Chulloca (auch: Jankho Khaua) ist ein Weiler im Departamento Potosí im südamerikanischen Andenstaat Bolivien.

## Lage im Nahraum
Chulloca ist eine Ortschaft im Kanton Chayala im Municipio Pocoata in der Provinz Chayanta. Die Ortschaft liegt auf einer Höhe von 3799 m oberhalb des linken, nördlichen Ufers des Río Pichu, der vier Kilometer flussabwärts in den Río Jankhokhaua mündet.

## Geographie
Chulloca liegt am östlichen Rand des bolivianischen Altiplano vor der Cordillera Azanaques, die ein Teil der Gebirgskette der Cordillera Central ist. Das Klima der Region ist ein typisches Tageszeitenklima, bei dem die mittleren täglichen Temperaturschwankungen deutlicher ausfallen als die jahreszeitlichen Schwankungen.
Die Jahresdurchschnittstemperatur der Region liegt bei 4 °C (siehe Klimadiagramm Cruce Culta) und schwankt zwischen 0 °C im Juni und Juli und 6 °C von November bis Januar. Der Jahresniederschlag beträgt nur 350 mm, bei einer ausgeprägten Trockenzeit von April bis Oktober mit Monatsniederschlägen unter 15 mm, und nennenswerten Niederschlägen nur von Dezember bis März mit 60 bis 80 mm Monatsniederschlag.

## Verkehrsnetz
Chulloca liegt in einer Entfernung von 158 Straßenkilometern nördlich von Potosí, der Hauptstadt des gleichnamigen Departamentos.
Von Potosí aus führt die Nationalstraße Ruta 1 in nördlicher Richtung über Tarapaya, Yocalla und Cruce Culta weiter nach Oruro, El Alto, der Nachbarstadt von La Paz, und nach Desaguadero am Titicacasee.
In Cruce Culta (früher: Ventilla) biegt eine asphaltierte Landstraße von der Hauptstraße in nördliche Richtung ab, von dieser zweigt nach fünfzehn Kilometern nach Nordwesten eine unbefestigte Landstraße ab, die nach Durchqueren des Río Arco über Uluchi, Bombori und Bandurani nach Vila Vila führt, wo sie auf die derzeit noch unbefestigte Ruta 32 von Crucero nach Pocoata trifft. Von Vila Vila aus sind es noch einmal drei Kilometer nach Nordosten bis Utavi und weitere fünf Kilometer bis Chulloca.

## Bevölkerung
Die Einwohnerzahl der Ortschaft ist in dem Jahrzehnt zwischen den beiden letzten Volkszählungen leicht angestiegen:
| Jahr | Einwohner         | Quelle       |
| ---- | ----------------- | ------------ |
| 1992 | keine Detaildaten | Volkszählung |
| 2001 | 91                | Volkszählung |
| 2012 | 98                | Volkszählung |
| 2024 |                   | Volkszählung |

Die Region weist einen deutlichen Anteil an Quechua-Bevölkerung auf, im Municipio Colquechaca sprechen 78 Prozent der Bevölkerung Quechua.